# 138
Glej tudi: število 138
138 (CXXXVIII) je bilo navadno leto, ki se je po julijanskem koledarju začelo na torek.

## Dogodki
- 1. januar

## Rojstva
- Dži, deseti kitajski cesar iz dinastije Han († 146)

## Smrti
- 10. julij - Hadrijan, rimski cesar (* 76)